# 44th Infantry Division (Vereinigte Staaten)
Die 44th Infantry Division (deutsch 44. US-Infanteriedivision) war eine Division der United States Army National Guard, die von Oktober 1920 bis November 1945 bestand, als sie nach dem Einsatz im Zweiten Weltkrieg inaktiviert wurde. Eine zweite 44. Infanteriedivision existierte von 1946 bis Oktober 1954 in der Illinois Army National Guard, bevor sie nach ihrem Einsatz im Koreakrieg aufgelöst wurde.

## Gründung und Friedenszeit
Ursprünglich als 44th Division bezeichnet, wurde sie am 19. Oktober 1920 als National Guard Division infolge der umfassenden Erweiterung der Nationalgarde durch den National Defense Act von 1920 aufgestellt. Ursprünglich sollte die Division aus Nationalgardeeinheiten der Bundesstaaten Delaware, New Jersey und New York bestehen und Teil des Second Corps Area sein. Letztlich wurden jedoch nur einzelne Mitglieder des Divisionsstabs, aber keine gesamten Einheiten dem Bundesstaat Delaware zugewiesen. Die 57th Infantry Brigade der New Jersey National Guard und die 87th Infantry Brigade der New York National Guard wurden eingegliedert. Das Abzeichen (Unit Patch) der 44th Division wurde am 5. Oktober 1921 vom Secretary of War genehmigt. Das Divisionshauptquartier wurde am 26. März 1924 organisiert und anerkannt.
Am 21. Februar 1925 wurde das Hauptquartier nach Newark, New Jersey, verlegt und kehrte am 5. Oktober 1936 nach Trenton zurück. Das vorgesehene Mobilisierungs- und Trainingszentrum für die 44th Division war Camp Dix in New Jersey. Der Divisionsstab, der aus Personal aller drei Bundesstaaten bestand, kam jeden Sommer zusammen, um gemeinsames Training im New Jersey National Guard Camp in Sea Girt durchzuführen. Die New Yorker Einheiten führten ihr Training im Camp Smith in der Nähe von Peekskill, New York, durch. Der Divisionsstab nahm 1931 und 1934 an der Kommandoübungen des First Army Command Post im Camp Dix und 1936 und 1937 in Fort Devens teil. Die Division wurde im August 1935 erstmals zusammengeführt, als sie an der First Army Maneuver im Rahmen des First und Second Corps Area im Pine Camp, New York, teilnahm. 1939 nahm die Division erneut an den Manövern der First Army teil, diesmal in Plattsburg, New York, als Teil des provisorischen II Corps. Das letzte größere Training der Division vor ihrer Einberufung fand im August 1940 im Rahmen der First Army Maneuver in der Nähe von Canton, New York, statt, bei dem das provisorische I., II. und III. Corps involviert waren. Die Division wurde am 16. September 1940 an ihren Heimatstandorten in den aktiven Bundesdienst übernommen, dem II Corps zugeordnet und erhielt den Befehl, nach Fort Dix zu verlegen, wo sie am 23. September 1940 eintraf. Nach der anfänglichen Ausbildungsphase der Division nahm die 44th Division von Oktober bis November 1941 an den Carolina Maneuvers der First Army in der Nähe von Wadesboro, North Carolina, teil.

### Friedensgliederung, 1939
- Headquarters, 44th Division (Trenton, NJ)
- Headquarters, Special Troops, 44th Division (Orange, NJ)
  - Headquarters Company, 44th Division (Plainfield, NJ)
  - 44th Military Police Company (Orange, NJ)
  - 44th Signal Company (Orange, NJ)
  - 119th Ordnance Company (Trenton, NJ)
  - 44th Tank Company (Light) (Orange, NJ)
- 57th Infantry Brigade (Trenton, NJ)
  - 113th Infantry Regiment (Newark, NJ)
  - 114th Infantry Regiment (Camden, NJ)
- 87th Infantry Brigade (New York City, NY)
  - 71st Infantry Regiment (New York City, NY)
  - 174th Infantry Regiment (Buffalo, NY)
- 69th Field Artillery Brigade (Camden, NJ)
  - 119th Ammunition Train (New Jersey National Guard)
  - 112th Field Artillery Regiment (Trenton, NJ)
  - 156th Field Artillery Regiment (Newburgh, NY)
  - 157th Field Artillery Regiment (Camden, NJ)
- 104th Engineer Regiment (Teaneck, NJ)
- 119th Medical Regiment (Trenton, NJ)
- 119th Quartermaster Regiment (Trenton, NJ)

Kursivschrift zeigt an, dass die jeweilige Einheit unorganisiert oder inaktiv war. Unmittelbar vor der Einberufung der 44th Division in den Bundesdienst Mitte September 1940 wurde die 44th Tank Company aufgelöst, und ihr Personal wurde anderen Einheiten der 44th Division Special Troops zugewiesen.

## Zweiter Weltkrieg
Die Division befand sich auf dem Rückweg nach New Jersey, als sie die Nachricht vom japanischen Angriff auf Pearl Harbor erreichte. Das 113th Infantry-Regiment, wurde sofort von der Division abgezogen und dem Eastern Defense Command zugeteilt. Dadurch sollten Bodentruppen für die Verteidigung der Ostküste von New York bis Philadelphia bereitgestellt werden. Kurz darauf verlegte der Rest der Division nach Camp Claiborne, Louisiana, wo die 44th Division am 16. Februar 1942 reorganisiert und in 44th Infantry Division umbenannt wurde.
Anschließend wurde die Division nach Fort Lewis, Washington verlegt. Dort sicherte sie unter dem Western Defense Command die Westküste. Im Februar 1943 begann die 44th Infantry Division die Vorbereitungen für den Krieg in Europa. Nach Abschluss der sogenannten „D-Series“ Divisionstrainings nahm die 44th Division an den groß angelegten Übungen der Fourth Army in Louisiana vom 7. Februar bis 3. April 1944 teil. Danach wurde die Division nach Camp Phillips, Kansas, verlegt, um ihre letzten Vorbereitungen für den Einsatz abzuschließen. Die Division reiste nach Camp Myles Standish, Massachusetts. Am 5. September 1944 wurde sie von Boston Richtung Europa verschifft.

### Gefechtsordnung
Führungsgruppe
- Headquarters Company

Infanterie
- 71st Infantry Regiment
- 114th Infantry Regiment
- 324th Infantry Regiment

Divisionsartillerie
- 156th Field Artillery Battalion (105 mm)
- 157th Field Artillery Battalion (155 mm)
- 217th Field Artillery Battalion (105 mm)
- 220th Field Artillery Battalion (105 mm)

Kampfunterstützungstruppen
- 63rd Engineer Combat Battalion
- 119th Medical Battalion
- 44th Cavalry Reconnaissance Troop (Mechanized)
- 44th Counterintelligence Corps Detachment

Tross
- 744th Ordnance Light Maintenance Company
- 44th Quartermaster Company
- 44th Signal Company
- Military Police Platoon
- Band

### Einsatzgeschichte

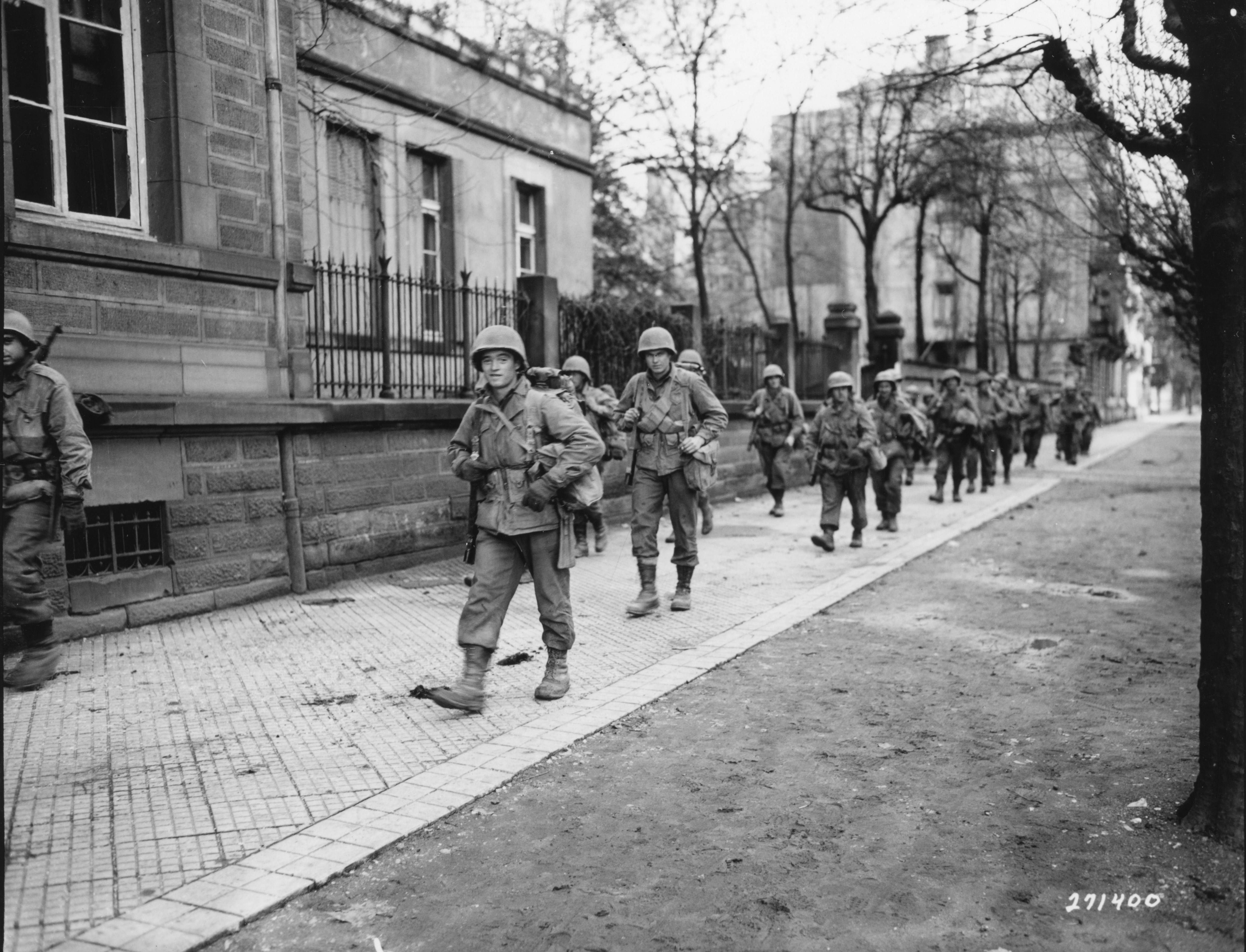
Company E des 324th Regiments marschieren durch Strasbourg.

Die Division landete am 15. September 1944 im Marinestützpunkt Cherbourg in Frankreich. Dort wurde sich zunächst einen Monat lang ausgebildet. Ab dem 18. Oktober 1944 wurde sie an die Front verlegt. Dort löste sie die 79th Division in der Nähe des Foret de Parroy östlich von Lunéville, Frankreich. Im Rahmen der Offensive der 7. Armee, sicherte sie die Pässe in den Vogesen. Bereits sechs Tage später, am 25.–26. Oktober, sah sich die Division einem heftigen deutschen Gegenangriff ausgesetzt. Diesen konnte erfolgreich abwehren. Am 13. November 1944 startete die Division eine Offensive nach Nordosten, durchquerte die Vogesen bei Leintrey bis Dossenheim, nahm am 17. November Avricourt ein. Anschließend befreite sie gemeinsam mit der 2. französischen Panzerdivision Straßburg.

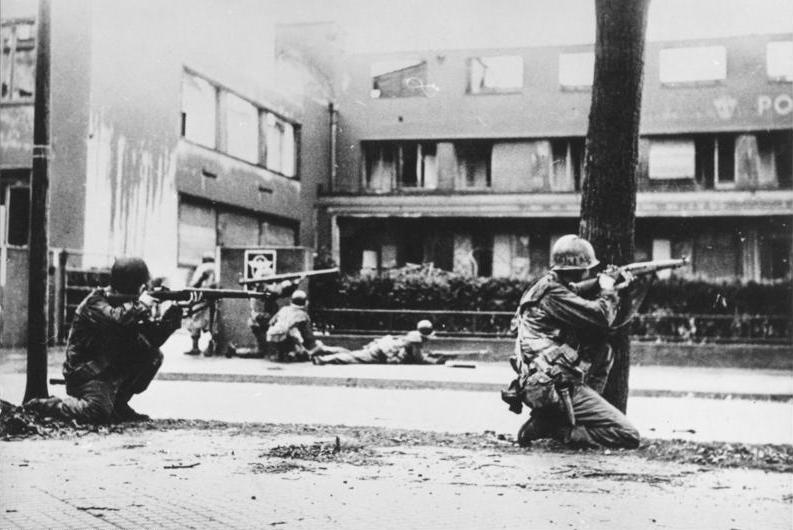
Soldaten der 44th Infantry Division in Mannheim, März 1945.

Nach einer Umgruppierung setzte die Division ihren Vormarsch fort. Sie eroberte Ratzwiller und drang an die Maginot-Linie vor. Am 14. Dezember nahmen Regimenter der 44th Division an Angriffen Befestigungen der Maginot-Linie teil. Die Regimenter 71 und 324 griffen Fort Simserhof und das nahegelegene Hottviller an. Nach sechs Tagen intensiver Kämpfe fiel Simserhof am 20. Dezember. Anschließend bezog die Division Verteidigungsstellungen östlich von Sarreguemines und wehrte erfolgreich drei feindliche Überquerungsversuche des Blies-Flusses ab. Die Verteidigung des Gebiets wurde bis in den März 1945 hinein aufrechterhalten. Am 26. März überquerte die 44th Division hinter der 3rd Armored Division den Rhein bei Worms und löste diese am 26.–27. März ab. Anschließend querte sie den Neckar und eroberte am 28.–29. März Mannheim. Anschließend verlegte sich die Division an das westliche Ufer des Mains. Sie überquerte den Fluss bei Großauheim und nahm an den Gefechten im Rahmen der Schlacht um Aschaffenburg teil. Anfang April und absolvierte eine Ausbildungsphase.

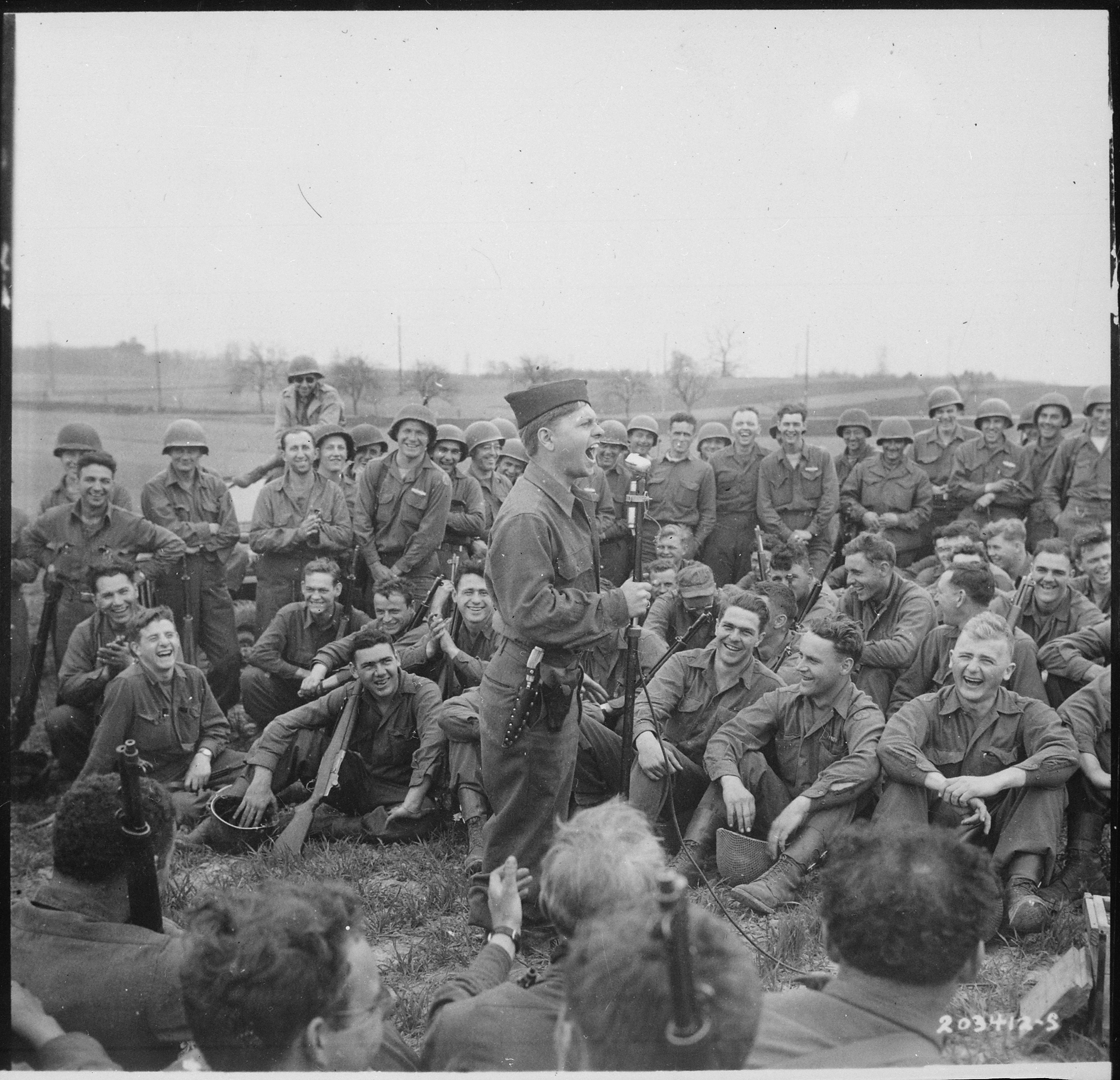
Mickey Rooney unterhält Soldaten der 44th Division in Kist, Mai 1945.

Am 18. April rückte die 44th Division erneut vor und nahm Ehingen am 23. April ein. Anschließend überquerte sie die Donau und eroberte in südöstlicher Richtung Füssen, Berg und Wertach auf ihrem Vormarsch in Richtung Imst. Am 2. Mai ergab sich der Division eine Gruppe von Raketenwissenschaftlern, darunter Wernher von Braun. Die Division verfolgte den Feind durch den Fernpass ins Inntal. Dort errichtete sie am 4. Mai ihr Hauptquartier in Imst. Nach einer kurzen Phase als Besatzungstruppe kehrte die Division 21. Juli 1945 in die USA zurück. Vor einer erneuten Verlegung in den Pazifikkrieg sollte sie eine Ausbildungsphase durchlaufen. Aufgrund des vorher eingetretenen Kriegsendes, wurde die Division am 30. November 1945 aufgelöst.

### Verluste
- Gesamtverluste: 5655[12]
- Gefallen: 1038[12]
- Verwundet: 4209[12]
- Vermisst: 100[12]
- Gefangen: 308

### Kommandeure
- Maj. Gen. Clifford R. Powell (September 1940 – August 1941).
- Maj. Gen. James I. Muir (August 1941 – August 1944).
- Maj. Gen. Robert L. Spragins (August 1944 – Dezember 1944).
- Maj. Gen. William F. Dean (Januar 1945 – September 1945).
- Brig. Gen. William A. Beiderlinden (1. – 14. November 1945).
- Brig. Gen. Robert L. Dulaney (November 1945 – Auflösung).

## Moderne
Die 44th Infantry Division wurde 1946 in der Illinois Army National Guard reaktiviert. Zu Beginn des Koreakriegs wurde sie in den Bundesdienst einberufen. Nach ihrer Entlassung wurde sie am 10. Oktober 1954 aufgelöst.
Am 15. Juni 2017 wurde die 50th IBCT als 44th Brigade Combat Team neu aufgestellt und führt damit die Tradition der 44th Infantry Division fort.